# A Pớt
A Pớt (sinh ngày 5 tháng 10 năm 1963) là một chính trị gia người Việt Nam, dân tộc Xơ-đăng (Cà dong). Ông nguyên là Phó Bí thư thường trực Tỉnh ủy Kon Tum, đại biểu Quốc hội Việt Nam khóa XIV nhiệm kì 2016-2021, thuộc đoàn đại biểu quốc hội tỉnh Kon Tum, Trưởng Đoàn đại biểu Quốc hội tỉnh Kon Tum, Ủy viên Hội đồng Dân tộc của Quốc hội.
Ông đã trúng cử đại biểu Quốc hội năm 2016 ở đơn vị bầu cử số 2, tỉnh Kon Tum gồm có các huyện: Đắk Hà, Đắk Tô, Tu Mơ Rông, Ngọc Hồi và Đắk Glei.

## Xuất thân
A Pớt sinh ngày 5 tháng 10 năm 1963 quê quán ở xã Sa Loong, huyện Ngọc Hồi, tỉnh Kon Tum.
Ông hiện cư trú ở Tổ 3, phường Nguyễn Trãi, thành phố Kon Tum, tỉnh Kon Tum.

## Giáo dục
- Giáo dục phổ thông: 12/12
- Đại học Nông nghiệp, Cử nhân chính trị
- Cử nhân lí luận chính trị

## Sự nghiệp
Ông gia nhập Đảng Cộng sản Việt Nam vào ngày 29/6/1992.
Ông từng là đại biểu hội đồng nhân dân Tỉnh Kon Tum khóa IX nhiệm kỳ 2004-2011; khóa X nhiệm kỳ 2011-2016.
Khi ứng cử đại biểu Quốc hội Việt Nam khóa XIV vào tháng 5 năm 2016 ông đang là Thường vụ Tỉnh ủy, Trưởng ban Ban Tổ chức Tỉnh ủy Kon Tum, làm việc ở Ban Tổ chức Tỉnh ủy Kon Tum.
Ông đã trúng cử đại biểu quốc hội năm 2016 ở đơn vị bầu cử số 2, tỉnh Kon Tum gồm có các huyện: Đắk Hà, Đắk Tô, Tu Mơ Rông, Ngọc Hồi và Đắk Glei, được 126.487 phiếu, đạt tỷ lệ 87,73% số phiếu hợp lệ.
Ông hiện là Phó Bí thư Tỉnh ủy, Trưởng Đoàn đại biểu Quốc hội tỉnh Kon Tum, Ủy viên Hội đồng Dân tộc của Quốc hội.
Ngày 31/10/2024, Ban Thường vụ Tỉnh ủy tổ chức Hội nghị Ban Chấp hành Đảng bộ tỉnh triển khai Quyết định của Ban Bí thư Trung ương Đảng về công tác cán bộ. Theo đó, ông nghỉ hưu theo chế độ từ ngày 01/11/2024.